# Bruno Agen
Bruno Agen (La Spezia, 26 maggio 1903 – Imperia, 7 giugno 1996) è stato un politico italiano.

## Biografia
Discendente di un'antica famiglia di capitani marittimi documentata a Porto Maurizio già nel Settecento, Bruno Nicola Giovanni Carlo Emilio Agen nacque il 26 maggio 1903 a La Spezia dal capitano di gran cabotaggio Pietro Giacomo Maurizio Agen (1868–1942) e dall'onegliese Maria Amoretti (1880–1963). Secondo di quattro fratelli, conseguì nel 1921 la licenza di capitano di lungo corso e successivamente si laureò in economia e commercio presso l'Università degli Studi di Genova. Dopo essersi abilitato all'insegnamento di materie tecniche del tipo commerciale (computisteria, ragioneria, matematica e calcolo mercantile) insegnò, negli anni quaranta, presso le scuole della provincia di Imperia. Dal 27 giugno 1935 fu iscritto all'Ordine dei dottori commercialisti per la circoscrizione del tribunale di Imperia, ed esercitò pertanto la libera professione di commercialista fino alla pensione.
Il 25 maggio 1947 il Ministero della difesa gli conferì la medaglia di bronzo al valore militare per essersi distinto sul fronte russo tra il dicembre 1942 e il gennaio 1943, come comandante di una batteria di 20 mm circa.
Esponente della Democrazia Cristiana, il 15 novembre 1954 venne eletto sindaco di Imperia, succedendo a Ferdinando Scajola, e rimase in carica fino al 1956. Durante il suo mandato, portò a conclusione il progetto di riqualificazione di piazza Dante in Oneglia, avviato nel marzo 1953 dalla giunta precedente. Il progetto, promosso in un primo tempo, fu quello dell'architetto codigorese Silvio Gabbrielli che fu poi sostituito in via definitiva nel 1956, dietro nomina del sindaco Bruno Agen, con quello dello scultore torinese Virgilio Audagna. Il 2 giugno 1954 gli venne conferita l'onorificenza di cavaliere e, un anno dopo, quella di commendatore.
Il 21 ottobre 1983, l'amministrazione comunale guidata da Claudio Scajola, in occasione del 60º anniversario dell'istituzione del Comune di Imperia, gli consegnò la medaglia d'oro per essere stato uno dei sindaci che operarono per l'unificazione della città.
Bruno Agen morì nella propria abitazione a Porto Maurizio il 7 giugno 1996, all'età di novantatré anni.